# Tschiluba
Tschiluba (auch Cilubà, Luba-Kasaï, West-Luba, Luba-Kasai, Luba-Lulua, Luva) ist eine im Südosten der Demokratischen Republik Kongo (Kasaï) verbreitete Bantusprache mit über 6 Mio. Sprechern.

## Klassifikation
Tschiluba ist eine Sprache der Sprachfamilie der Bantu-Sprachen aus der Gruppe der Luba-Sprachen neben Kiluba (Luba-Katanga), Sanga (Luba-Sanga), Hemba und Kanyok.
- Guthrie-Klassifikation: L.31a/L31b, Gruppe L.30
- Klassifizierung Bastin / Coupe / Mann: L.30

## Geschichte
Tschiluba ist ursprünglich die Sprache des Luba-Volkes in der Kasaï-Region. Mittlerweile verstehen die Sprache auch viele andere Völker des Kongo, da sie im Alltag mit den Luba zusammenleben. Sie behalten jedoch ihre eigene Sprache.

## Geografische Verteilung

Luba-Kasai
Luba-Katanga

Menschen, die diese Sprache sprechen, sind die Baluba aus Kasaï. Man kann sie in 3 Gruppen unterteilen:
- Luba-Lubilanji (Baku-Kalonji; Baku-Nga oder Bakwangaet; Bena-Mpuka, auch bekannt als Bena Mutu'a Mukuna; Bena Tshibanda) im Ost-Kasaï (Hauptstadt Mbuji-Mayi),
- Bena Luluwa (einschließlich Mutombo und Bena-Katawa Bakwa), West-Kasaï (Hauptstadt Kananga),
- Bakwa Luntu;

Diese drei Sprachgruppen sind ethnische Luba oder Baluba. Man nennt sie auch Luba-Kasaï, denn es gibt auch eine andere Ethnie in der Provinz Katanga mit dem gleichen Namen, die aber eine andere Sprache, das Kiluba sprechen. Viele andere ethnische Gruppen aus den beiden Kasaï haben durch den Kontakt mit den Baluba Tshiluba gelernt und als Verkehrssprache angenommen, aber ihre Sprache eigene Sprache behalten.

### Offizieller Status
Tschiluba gehört mit den Sprachen Swahili, Lingála und Kikongo zu den vier Nationalsprachen der Demokratischen Republik Kongo.

### Dialekte und Soziolekte
In den beiden Kasaï, hat diese Sprache einige gewisse klangliche und lexikalische Unterschiede. Einige Beispiele:
- p (Lippen dicht beieinander und nicht geschlossen) und h in Worten und Lupembe / Luhemba (Kaolin) oder der Ortschaft Lupatapata / Luhatahata (jeweils in der westlichen und östlichen Variante);
- Matamba und Kalejs (Maniokblätter), jeweils in der westlichen und östlichen Variante.

## Phonetik und Phonologie
Es gibt eine klassische Aussprache und eine traditionell-ländliche, wobei letztere etwas bei den Bena Mutombo, Baku-Katawa und Bakwa-Luntu vorherrscht. Beispiel: Mbuji (Ziege) in der Schule oder in Mbuji-Mayi, und mbushi in ländlichen Gebieten. Nzolu und Nzolo oder Nsolu (Huhn);  Nvula Mfula (Regen); ... und so weiter wie die Unterschiede zwischen Portugiesisch und Spanisch.

## Schrift
Seit Mitte des 20. Jahrhunderts findet das Tschiluba begrenzte schriftliche Verwendung. Rechtschreiberegeln wurden 1974 festgelegt.
Das Alphabet hat 26 Buchstaben:
 A B C D E F G H I J K L M N Ng Ny O P R S Sh T U V W Y Z 

Q, R und X werden in Lehnwörtern und Eigennamen benutzt.

## Beispiele
Erster Artikel der Deklaration der Menschenrechte:
Bantu bonsu badi baledibwa badikadile ne badi ne makokeshi amwe. Badi ne lungenyi lwa bumuntu ne kondo ka moyo, badi ne bwa kwenzelangana malu mu buwetu.
| Wort    | Übersetzung   | Aussprache      |
| ------- | ------------- | --------------- |
| Erde    | buloba        | /bu.lo.ba/      |
| Himmel  | dyulu         | /dju.lu/        |
| Wasser  | mâyi          | /mâ.ji/         |
| Feuer   | mudilu        | /mu.di.lu/      |
| Mensch  | muntu         | /mu.ⁿtu/        |
| Mann    | mulùme        | /mu.lù.me/      |
| Frau    | mukàjì        | /mu.kà.jì/      |
| essen   | kudia         | /ku.di.a/       |
| trinken | kunwà         | /ku.nʷà/        |
| groß    | mula, ...     | /mu.la/ etc.    |
| klein   | -kesè, mukesè | /mu.ke.sè/ etc. |
| Nacht   | btuku         | /bu.tu.ku/      |
| Tag     | difùku        | /di.fù.ku/      |